# Грицук, Василий Васильевич
Васи́лий Васи́льевич Грицу́к (укр. Василь Васильович Грицук; род. 21 ноября 1987, Кривой Рог, Днепропетровская область) — украинский футболист, полузащитник.

## Биография
Воспитанник криворожского футбола. В 2004 году попал в клуб «Кривбасс». В чемпионате Украины дебютировал 6 мая 2007 года в матче «Кривбасс» — «Ильичёвец» (0:0). В зимние межсезонье 2009 года перешёл в «Нефтяник-Укрнефть».

## Достижения
«Александрия»
- Победитель Первой лиги Украины: 2014/15
- Серебряный призёр Первой лиги Украины: 2013/14
- Бронзовый призёр Первой лиги Украины: 2012/13

«Полесье» (Житомир)
- Победитель Первой лиги Украины: 2022/23